# In a Darkened Room
In a Darkened Room è il quarto singolo estratto da Slave to the Grind, il secondo album della rock band statunitense Skid Row. Il pezzo è stato messo in commercio nel 1991 ed è stato scritto dai compagni di band Sebastian Bach, Rachel Bolan e Dave "The Snake" Sabo.
Con l'emergere del movimento grunge quello stesso anno, nonostante gli Skid Row fossero una della band di maggior successo, il singolo è stato completamente messo in ombra rispetto ai suoi predecessori, entrando in classifica solamente in Svizzera alla posizione numero 27.

## Tracce
1. In a Darkened Room
2. Beggar's Day
3. C'Mon and Love Me (cover dei KISS)